# Amherst (hrabstwo Portage)
Amherst – wieś w Stanach Zjednoczonych, w stanie Wisconsin, w hrabstwie Portage.